# 1. BC Düren
Der 1. BC Düren ist ein Badminton-Verein aus Düren. Die erste Mannschaft stieg seit 2002 von der Bezirksliga in die zweite Bundesliga auf, wo sie in der Saison 2009/10 den dritten Rang belegte.

## Geschichte
Auf Initiative des Gründungsmitglieds Hellmuth Profitlich gründeten dreizehn Dürener am 31. Mai 1957 den Badminton-Club, der in der Saison 1957/58 in der Kreisklasse startete. Trotz schwieriger Voraussetzungen erreichte die erste Mannschaft nach drei Aufstiegen 1962 die Landesliga und hielt sich zwei Jahre in der damals zweithöchsten deutschen Liga. In den nächsten zwölf Spielzeiten etablierte sich Düren in der Bezirksklasse, die 1972 aufgewertet wurde. Da viele erfahrene Spieler in den 1970er Jahren den Verein verließen, stieg die erste Mannschaft bis in die B-Klasse (heutige Kreisliga) ab, was zu verstärkten Bemühungen bei der Nachwuchsförderung führte. Ab 1978 gelangen den Dürenern wieder vier Aufstiege, die sie 1984 in die Landesliga (1987 in Oberliga umbenannt) führten. Nach vier Jahren in der Verbandsliga von 1989 bis 1993 kehrte der Verein in die Oberliga zurück. Im Jahr 2000 musste der Badminton-Club seine erste Mannschaft wegen des Verlustes der besten Spieler auflösen und sich in die Bezirksliga zurückziehen. 2003 stieg Düren allerdings wieder auf, und damit begann die bis heute andauernde Erfolgsserie. 2005 wurde zur Förderung des Nachwuchses eine Badminton-Schule eingerichtet. 2009 erreichte die erste Mannschaft die zweite Bundesliga und belegte den dritten Rang. 2017 erklärte der Verein, nicht mehr in der Bundesliga anzutreten. Die neu formierte 1. Mannschaft tritt nun in der Bezirksliga an.

## Erste Mannschaft
Zum erweiterten Kader für die erste Liga gehörten in der Saison 2014/15 zwei Spielerinnen und vier Spieler.  Einige Aktive verfügten bereits über internationale Erfahrung. Sandra Marinello ist vor allem im Damendoppel erfolgreich und gewann in dieser Disziplin Turniere in Belgien, Finnland und Portugal. Außerdem ist sie amtierende deutsche Meisterin O19 im Damen- und gemischten Doppel. Lena Bonnie erreichte mit der Jugend-Nationalmannschaft einige Turniersiege und belegte vordere Plätze bei deutschen Meisterschaften. Der österreichische Nationalspieler Jürgen Koch erreichte in seinem Heimatland schon viele Einzel- und Doppelsiege. David Washausen ist international wie auch national schon erfolgreich gewesen. Genau so wie Philipp Wachenfeld, der auch schon national wie international erfolgreich war. Und der letzte im Team ist Peter Zauner.
| Name               | Nation      | Geburtsdatum     |
| ------------------ | ----------- | ---------------- |
| Jürgen Koch        | Österreich  | 1. Januar 1973   |
| Lena Bonnie        | Deutschland | 24. Februar 1992 |
| David Washausen    | Deutschland | 18. Januar 1976  |
| Philipp Wachenfeld | Deutschland | 27. August 1989  |
| Sandra Marinello   | Deutschland | 29. Mai 1983     |
| Peter Zauner       | Deutschland | 30. Mai 1983     |

## Weitere Mannschaften
Neben der Zweitliga-Mannschaft treten drei weitere Teams für den 1. BC Düren an. Dazu kommen auch noch die J1 (Jugend-Mannschaft) und die S1 (Schüler-Mannschaft)
| 2. Mannschaft         | Oberliga         |
| 3. Mannschaft         | Landesliga       |
| 4. Mannschaft         | Bezirksliga      |
| 1. Jugend-Mannschaft  | Bezirksliga Süd2 |
| 1. Schüler-Mannschaft | Bezirksliga Süd2 |

## Spielhalle
Die Heimspiele finden in der Sporthalle der Nelly-Pütz-Schule an der Zülpicher Straße statt. Zusätzlich nutzt der Verein die Sporthalle des Burgau-Gymnasiums. Frühere Spielorte waren die Nikolaus-Schule in Rölsdorf (1957 bis 1971) und die Kreissporthalle an der Euskirchener Straße (1971 bis 1978).